# Genola (Utah)
Pour les articles homonymes, voir Genola (homonymie).
Genola est une municipalité américaine située dans le comté d'Utah au sein de l'État du même nom.
Lors du recensement de 2010, sa population est de 1 370 habitants. La municipalité s'étend alors sur une superficie de 13,85 milles carrés (35,87 km2), dont 0,43 mille carré (1,11 km2) d'étendues d'eau.
Appelée Hardscrabble, Solver Lake puis Idlewild, la localité adopte le nom de Genola en 1916. Genola devient une municipalité en 1936 pour financer son réseau de distribution d'eau. Il s'agit d'une commune rurale, principalement tournée vers la culture des fruits (notamment les cerises griottes, les pêches et les pommes).